# Кобра (спассистема)
Кобра  — спасательная парашютная система, предназначенная для спасения экипажа вместе с летательным аппаратом в случае возникновения в полете аварийной ситуации, разработанная казанской компанией МВЕН.
В состав системы входят:
- парашютная система;
- контейнер для размещения парашютной системы;
- метательный механизм, предназначенный для обеспечения выброса контейнера и вытягивания парашютной спассистемы;
- газогенерирующее устройство, предназначенное для создания давления и выброса из метательного механизма парашюта;
- привод метательного механизма, предназначенный для приведения газогенерирующее устройство в действие по команде пилота.

В модельный ряд входят системы К-350, КС-300, К-500, КС-500, КС-700, КС-1000, КС-1200 (число указывает на максимальный полный вес летательного аппарата).